# Daishawn Redan
Daishawn Redan, né le 2 février 2001 à Amsterdam aux Pays-Bas, est un footballeur néerlandais, qui joue au poste d'avant-centre à l'US Avellino.

## Biographie

### Formation
Natif d'Amsterdam aux Pays-Bas, Daishawn Redan est issu du prestigieux centre de formation de l'Ajax Amsterdam. En 2017 il rejoint cependant le club anglais de Chelsea FC, où il poursuit sa formation. Durant cette période il fait notamment forte impression lors de la saison 2018-2019 de Youth League en inscrivant 5 buts et délivrant 3 passes décisives en 8 matchs avec les jeunes de Chelsea.

### Hertha Berlin
Le 18 juillet 2019, Daishawn Redan s'engage avec le Hertha Berlin pour un contrat de cinq ans,. Le 25 août 2019 il joue son premier match en professionnel, et donc avec le Hertha, lors de la deuxième journée de la saison 2019-2020 de Bundesliga face au VfL Wolfsburg. Il entre en jeu à la place de Salomon Kalou et son équipe s'incline sur le score de trois buts à zéro ce jour-là.

### Prêts successifs
Le 31 janvier 2020, lors du dernier jour du mercato hivernal, Daishawn Redan est prêté jusqu'à la fin de la saison au FC Groningue.
Le 31 août 2021, Daishawn Redan est prêté pour une saison à un autre club néerlandais, le PEC Zwolle.
Le 27 juin 2022, Redan est de nouveau prêté, cette fois au FC Utrecht pour une saison. Le club dispose également d'une option d'achat,.

### Venise FC et US Triestina
Le 31 janvier 2023, lors du mercato hivernal, Daishawn Redan quitte définitivement le Hertha Berlin pour rejoindre l'Italie, et s'engager en faveur du Venise FC. Il signe un contrat courant jusqu'en juin 2026,.
Ne jouant aucun match avec l'équipe première de Venise, Redan est prêté le 21 juillet 2023 à l'US Triestina pour une saison avec option d'achat.

### US Avellino
Le 12 août 2024, Daishawn Redan rejoint l'US Avellino, club évoluant alors en Serie C. Il signe un contrat de quatre ans, soit jusqu'en juin 2028.

### En sélection
Avec les moins de 17 ans, il participe au championnat d'Europe des moins de 17 ans en 2018. Il est titulaire lors de cette compétition où il officie également comme capitaine. Il s’illustre lors de ce tournoi en marquant à trois reprises. Les néerlandais remportent le tournoi en battant l'Italie en finale.
Avec l'équipe des Pays-Bas des moins de 19 ans Redan se fait remarquer le 13 octobre 2018 en marquant quatre buts lors de la large victoire de son équipe face à la Bosnie-Herzégovine (6-0).
Le 10 septembre 2019, Daishawn Redan joue son premier match avec les espoirs face à Chypre. Il entre en jeu à la place de Kaj Sierhuis et délivre une passe décisive pour Dani de Wit, participant ainsi à la victoire de son équipe par cinq buts à un. Lors de sa deuxième apparition avec les espoirs, le 14 novembre 2019 contre Gibraltar, il entre en jeu à la place de Javairô Dilrosun et inscrit son premier but. Les jeunes néerlandais s'imposent par six buts à zéro ce jour-là.
Lors du mercato hivernal 2024-2025, il est prêté au Beerschot VA jusqu'en fin de saison.

## Palmarès

### En sélection
Pays-Bas -17 ans
- Vainqueur du championnat d'Europe des moins de 17 ans
  - 2018